# Pogonatum japonicum
Pogonatum japonicum là một loài Rêu trong họ Polytrichaceae. Loài này được Sull. & Lesq. miêu tả khoa học đầu tiên năm 1859.